# (35141) 1992 SH1
1992 SH1 (asteroide 35141) é um asteroide da cintura principal. Possui uma excentricidade de 0.28522360 e uma inclinação de 7.37897º.
Este asteroide foi descoberto no dia 23 de setembro de 1992 por Kin Endate e Kazuro Watanabe em Kitami.